# Croghan
Croghan és una població dels Estats Units a l'estat de Nova York. Segons el cens del 2000 tenia 665 habitants.

## Demografia
Segons el cens del 2000, Croghan tenia 665 habitants, 284 habitatges, i 178 famílies. La densitat de població era de 583,5 habitants/km².
Dels 284 habitatges en un 28,5% hi vivien nens de menys de 18 anys, en un 49,6% hi vivien parelles casades, en un 9,5% dones solteres, i en un 37,3% no eren unitats familiars. En el 33,8% dels habitatges hi vivien persones soles el 21,5% de les quals corresponia a persones de 65 anys o més que vivien soles. El nombre mitjà de persones vivint en cada habitatge era de 2,34 i el nombre mitjà de persones que vivien en cada família era de 3,06.
Per edats la població es repartia de la següent manera: un 26,3% tenia menys de 18 anys, un 8,4% entre 18 i 24, un 23,3% entre 25 i 44, un 19,8% de 45 a 60 i un 22,1% 65 anys o més.
L'edat mediana era de 39 anys. Per cada 100 dones de 18 o més anys hi havia 83,5 homes.
La renda mediana per habitatge era de 26.304 $ i la renda mediana per família de 37.969 $. Els homes tenien una renda mediana de 27.969 $ mentre que les dones 22.500 $. La renda per capita de la població era de 14.183 $. Entorn del 6,7% de les famílies i el 10,8% de la població estaven per davall del llindar de pobresa.